# تسوتل
شهر تسوتل (به آلمانی: Zwettl) در استان اوبراسترایش با جمعیت ۱۱٬۴۹۰ نفر در کشور اتریش واقع شده‌است.